# Kalba
Kalba (ou Khor Kalba) est une ville des Émirats arabes unis, exclave de l'émirat de Charjah, située sur la côte du golfe d'Oman, à 6,5 km du sultanat d'Oman et 8 km de la ville de Fujaïrah, la capitale de l'émirat homonyme. Elle est connue pour ses mangroves.
En 1903, l'émirat de Kalbã avec pour capitale la ville du même nom se déclare indépendant de l'émirat de Charjah. Le 8 décembre 1936, l'émirat est reconnu par le Royaume-Uni mais est réincorporé dans l'émirat de Charjah en 1952.
Il n'a eu que trois émirs :
- 1903 - 30 avril 1937 Said bin Hamad al-Qasimi
- 30 avril 1937 - 1951 Hamad bin Said al-Qasimi
- 1951 - 1952 Saqr bin Sultan al-Qasimi